# Cintilla óptica
En anatomía humana, la cintilla óptica (tractus opticus) es un conjunto de fibras nerviosas que forman parte de la vía óptica y son continuación del nervio óptico, constituyen por lo tanto parte del trayecto que sigue la información nerviosa desde el ojo hasta la corteza cerebral. Los nervios ópticos parten de la retina en el polo posterior de cada ojo y se dirigen hasta la región donde se sitúa la hipófisis por delante de la silla turca, allí forman el quiasma óptico en el cual se cruzan las fibras que proceden de la porción nasal de cada retina. A partir del quiasma óptico surgen las dos cintillas ópticas, cada una de las cuales finaliza su trayecto en la base del núcleo geniculado lateral en la región cerebral conocida como tálamo.